# Bazilika svaté Krve
Bazilika svaté Krve (nizozemsky Basiliek van het Heilig Bloed nebo Heilig-Bloedbasiliek) je římskokatolický poutní chrám v Bruggách. Dvojitý kostel se skládá z románské dolní kaple sv. Basila a gotizované horní kaple sv. Krve. V ní je uložena jedna z nejdůležitějších relikvií Evropy - ampule s krví Kristovou. Od roku 1923 je chrám basilikou minor.
V 9. století na místě kostela stála pevnost na ochranu pobřeží před Vikingy. Dvojitý kostel se skládá z románského dolního kostela - kaple sv. Basila - dokončeného v roce 1149, a horního kostela, který byl původně také románský, poté přestavěn goticky, v roce 1790 poničen francouzskými vojáky a v 19. století renovován v novogotickém puristickém stylu.
Ampule s krví Kristovou se uchovává ve stříbrném relikviáři z roku 1661. Hrabě a křižák Dětřich Alsaský, který pocházel z Brugg, prý tuto relikvii obdržel odměnou za statečné činy během druhé křížové výpravy v Jeruzalémě. Od roku 1291 se sv. Krev nosí městem ve slavnostním procesí na svátek Nanebevstoupení Páně. Procesí sv. Krve bylo roku 2009 zaneseno na Seznam děl ústního a nehmotného dědictví lidstva.